# Lindslay Foote Hall
Lindslay Foote Hall (n. 1883 - d. 1969) a fost un desenator provenient de la MIT (Massachussets Institute of Technology) din Boston, care a lucrat în "Metropolitan Museum's Egyptian Expedition" („Expedițiile Egiptene ale Muzeului Metropolitan”) din anul 1913. 
„Împrumutat”, în noiembrie 1922, expediției Carter - Carnarvon cu ocazia descoperirii mormântului Faraonului Tutankhamon (KV62 din Valea Regilor), unde a lucrat cu Walter Hauser în transpunerea cartografică a ariilor mormintelor și a obiectelor funebre. 
Din cauza neînțelegerilor sale personale cu Carter (despre care afirma că are un caracter rău), a părăsit expediția îndată ce a terminat de făcut schițele Anticamerei.